# Giro de Italia 2002
El  85º Giro de Italia se disputó entre el 11 de mayo y el 2 de junio de 2002 con un recorrido de 3357,7 km dividido en un prólogo y 20 etapas con inicio en Groninga y final en Milán.
Participaron 198 ciclistas repartidos en 22 equipos de 9 corredores cada uno resultando vencedor absoluto el italiano Paolo Savoldelli que cubrió la prueba en 89h 22’ 42’’ a una velocidad media de 37,567 km/h.

## Equipos participantes
Los 22 equipos que tomaron parte en la carrera fueron:
| Grupos deportivos I (15)- Acqua & Sapone-Cantina Tollo - Fassa Bortolo - Gerolsteiner - Index-Alexia Alluminio - Kelme-Costa Blanca - Lampre-Daikin - Lotto-Adecco - Mapei-Quick Step - Mercatone Uno - Phonak Hearing Systems - Rabobank - Tacconi Sport - Team Coast - CSC-Tiscali - Telekom Grupos deportivos II (6)- Alessio - Colombia-Selle Italia - Formaggi Trentini - Landbouwkrediet-Colnago - Panaria-Fiordo - Colpack-Astro |
| |

## Etapas
| Etapa      | Fecha     | Recorrido                      | type                    | Distancia (km) | Desnivel (m) | Ganador                    | Líder                 |
| ---------- | --------- | ------------------------------ | ----------------------- | -------------- | ------------ | -------------------------- | --------------------- |
| Prólogo    | 11 de may | Groninga – Groninga            | contrarreloj individual | 6,5            | 21 m         | Juan Carlos Domínguez      | Juan Carlos Domínguez |
| 1.ª etapa  | 12 de may | Groninga – Münster             | etapa llana             | 215            | 452 m        | Mario Cipollini            | Mario Cipollini       |
| 2.ª etapa  | 13 de may | Colonia – Ans                  | etapa de media montaña  | 209            | 2677 m       | Stefano Garzelli           | Stefano Garzelli      |
| 3.ª etapa  | 14 de may | Verviers – Esch-sur-Alzette    | etapa escarpada         | 206            | 2516 m       | Mario Cipollini            | Stefano Garzelli      |
| 4.ª etapa  | 15 de may | Esch-sur-Alzette – Estrasburgo | etapa escarpada         | 232            | 1668 m       | Robbie McEwen              | Stefano Garzelli      |
| 5.ª etapa  | 16 de may | Fossano – Limone Piemonte      | etapa de montaña        | 150            | 1825 m       | Stefano Garzelli           | Stefano Garzelli      |
| 6.ª etapa  | 17 de may | Cuneo – Varazze                | etapa de media montaña  | 190            | 2357 m       | Giovanni Lombardi          | Jens Heppner          |
|            | 18 de may | Día de descanso                | Día de descanso         |                |              |                            |                       |
| 7.ª etapa  | 19 de may | Viareggio – Lido di Camaiore   | etapa llana             | 159            | 1235 m       | Rik Verbrugghe             | Jens Heppner          |
| 8.ª etapa  | 20 de may | Capannori – Orvieto            | etapa de media montaña  | 237            | 2328 m       | Aitor González             | Jens Heppner          |
| 9.ª etapa  | 21 de may | Tívoli – Caserta               | etapa llana             | 201            | 1546 m       | Mario Cipollini            | Jens Heppner          |
| 10.ª etapa | 22 de may | Maddaloni – Benevento          | etapa escarpada         | 118            | 1570 m       | Robbie McEwen              | Jens Heppner          |
| 11.ª etapa | 23 de may | Benevento – Campitello Matese  | etapa de montaña        | 140            | 2864 m       | Gilberto Simoni            | Jens Heppner          |
| 12.ª etapa | 24 de may | Campobasso – Chieti            | etapa de montaña        | 200            | 3389 m       | Denis Lunghi               | Jens Heppner          |
| 13.ª etapa | 25 de may | Chieti – San Giacomo           | etapa de montaña        | 190            | 3486 m       | Julio Alberto Pérez Cuapio | Jens Heppner          |
| 14.ª etapa | 26 de may | Numana – Numana                | contrarreloj individual | 30,3           | 471 m        | Tyler Hamilton             | Jens Heppner          |
|            | 27 de may | Día de descanso                | Día de descanso         |                |              |                            |                       |
| 15.ª etapa | 28 de may | Terme Euganee – Conegliano     | etapa llana             | 156            | 540 m        | Mario Cipollini            | Jens Heppner          |
| 16.ª etapa | 29 de may | Conegliano – Corvara in Badia  | etapa de montaña        | 163            | 4671 m       | Julio Alberto Pérez Cuapio | Cadel Evans           |
| 17.ª etapa | 30 de may | Corvara in Badia – Passo Coe   | etapa de montaña        | 222            | 4962 m       | Pável Tonkov               | Paolo Savoldelli      |
| 18.ª etapa | 31 de may | Rovereto – Brescia             | etapa escarpada         | 143            | 1913 m       | Mario Cipollini            | Paolo Savoldelli      |
| 19.ª etapa | 1 de jun  | Cambiago – Monticello Brianza  | contrarreloj individual | 44,3           | 364 m        | Aitor González             | Paolo Savoldelli      |
| 20.ª etapa | 2 de jun  | Cantù – Milán                  | etapa llana             | 12             | 419 m        | Mario Cipollini            | Paolo Savoldelli      |

## Clasificaciones

### Clasificación general(Maglia Rosa)
| \| Clasificación general \| Clasificación general \| Clasificación general \| Clasificación general \| Clasificación general \| \| Ciclista \| Ciclista \| Equipo \| Tiempo \| \| \| --------------------- \| -------------------------- \| ---------------------------- \| --------------------- \| --------------------- \| \| 1.º \| Paolo Savoldelli \| Index-Alexia Alluminio \| 89 h 22 min 42 s \| \| \| 2.º \| Tyler Hamilton \| CSC-Tiscali \| + 1 min 41 s \| \| \| 3.º \| Pietro Caucchioli \| Alessio \| + 2 min 12 s \| \| \| 4.º \| Juanma Gárate \| Lampre-Daikin \| + 3 min 14 s \| \| \| 5.º \| Pável Tonkov \| Lampre-Daikin \| + 5 min 34 s \| \| \| 6.º \| Aitor González \| Kelme-Costa Blanca \| + 6 min 56 s \| \| \| 7.º \| Georg Totschnig \| Gerolsteiner \| + 7 min 02 s \| \| \| 8.º \| Fernando Escartín \| Team Coast \| + 7 min 07 s \| \| \| 9.º \| Rik Verbrugghe \| Lotto-Adecco \| + 9 min 36 s \| \| \| 10.º \| Dario Frigo \| Tacconi Sport \| + 11 min 50 s \| \| \| 11.º \| Óscar Pereiro \| Phonak Hearing Systems \| + 12 min 49 s \| \| \| 12.º \| Yaroslav Popovych \| Landbouwkrediet-Colnago \| + 14 min 50 s \| \| \| 13.º \| Ivan Gotti \| Alessio \| + 15 min 17 s \| \| \| 14.º \| Cadel Evans \| Mapei-Quick Step \| + 16 min 25 s \| \| \| 15.º \| Eddy Mazzoleni \| Tacconi Sport \| + 17 min 23 s \| \| \| 16.º \| Franco Pellizotti \| Alessio \| + 17 min 32 s \| \| \| 17.º \| Michael Boogerd \| Rabobank \| + 19 min 28 s \| \| \| 18.º \| Michele Scarponi \| Acqua & Sapone-Cantina Tollo \| + 22 min 04 s \| \| \| 19.º \| Julio Alberto Pérez Cuapio \| Ceramica Panaria-Fiordo \| + 22 min 15 s \| \| \| 20.º \| Andrea Noè \| Mapei-Quick Step \| + 23 min 54 s \| \| \| 21.º \| Gianni Faresin \| Gerolsteiner \| + 24 min 21 s \| \| \| 22.º \| Grischa Niermann \| Rabobank \| + 25 min 33 s \| \| \| 23.º \| Serhi Honchar \| Fassa Bortolo \| + 25 min 59 s \| \| \| 24.º \| Addy Engels \| Rabobank \| + 26 min 24 s \| \| \| 25.º \| Matthias Kessler \| Telekom \| + 27 min 30 s \| \| |                            |                              |                  |
| |                            |                              |                  |
| |                            |                              |                  |
| Clasificación general |                            |                              |                  |
| Ciclista | Ciclista                   | Equipo                       | Tiempo           |
| 1.º | Paolo Savoldelli           | Index-Alexia Alluminio       | 89 h 22 min 42 s |
| 2.º | Tyler Hamilton             | CSC-Tiscali                  | + 1 min 41 s     |
| 3.º | Pietro Caucchioli          | Alessio                      | + 2 min 12 s     |
| 4.º | Juanma Gárate              | Lampre-Daikin                | + 3 min 14 s     |
| 5.º | Pável Tonkov               | Lampre-Daikin                | + 5 min 34 s     |
| 6.º | Aitor González             | Kelme-Costa Blanca           | + 6 min 56 s     |
| 7.º | Georg Totschnig            | Gerolsteiner                 | + 7 min 02 s     |
| 8.º | Fernando Escartín          | Team Coast                   | + 7 min 07 s     |
| 9.º | Rik Verbrugghe             | Lotto-Adecco                 | + 9 min 36 s     |
| 10.º | Dario Frigo                | Tacconi Sport                | + 11 min 50 s    |
| 11.º | Óscar Pereiro              | Phonak Hearing Systems       | + 12 min 49 s    |
| 12.º | Yaroslav Popovych          | Landbouwkrediet-Colnago      | + 14 min 50 s    |
| 13.º | Ivan Gotti                 | Alessio                      | + 15 min 17 s    |
| 14.º | Cadel Evans                | Mapei-Quick Step             | + 16 min 25 s    |
| 15.º | Eddy Mazzoleni             | Tacconi Sport                | + 17 min 23 s    |
| 16.º | Franco Pellizotti          | Alessio                      | + 17 min 32 s    |
| 17.º | Michael Boogerd            | Rabobank                     | + 19 min 28 s    |
| 18.º | Michele Scarponi           | Acqua & Sapone-Cantina Tollo | + 22 min 04 s    |
| 19.º | Julio Alberto Pérez Cuapio | Ceramica Panaria-Fiordo      | + 22 min 15 s    |
| 20.º | Andrea Noè                 | Mapei-Quick Step             | + 23 min 54 s    |
| 21.º | Gianni Faresin             | Gerolsteiner                 | + 24 min 21 s    |
| 22.º | Grischa Niermann           | Rabobank                     | + 25 min 33 s    |
| 23.º | Serhi Honchar              | Fassa Bortolo                | + 25 min 59 s    |
| 24.º | Addy Engels                | Rabobank                     | + 26 min 24 s    |
| 25.º | Matthias Kessler           | Telekom                      | + 27 min 30 s    |

### Clasificación por puntos(Maglia Ciclamino)
| Clasificación por puntos | Clasificación por puntos | Clasificación por puntos     | Clasificación por puntos | Clasificación por puntos |
| Ciclista                 | Ciclista                 | Equipo                       | Puntos                   |                          |
| ------------------------ | ------------------------ | ---------------------------- | ------------------------ | ------------------------ |
| 1.º                      | Mario Cipollini          | Acqua & Sapone-Cantina Tollo | 184 pts                  |                          |
| 2.º                      | Massimo Strazzer         | Phonak Hearing Systems       | 166 pts                  |                          |
| 3.º                      | Aitor González           | Kelme-Costa Blanca           | 106 pts                  |                          |
| 4.º                      | Alessandro Petacchi      | Fassa Bortolo                | 101 pts                  |                          |
| 5.º                      | Tyler Hamilton           | CSC-Tiscali                  | 86 pts                   |                          |
| 6.º                      | Mijailo Jalilov          | Colombia-Selle Italia        | 85 pts                   |                          |
| 7.º                      | Paolo Savoldelli         | Index-Alexia Alluminio       | 80 pts                   |                          |
| 8.º                      | Cristian Moreni          | Alessio                      | 79 pts                   |                          |
| 9.º                      | Dario Frigo              | Tacconi Sport                | 74 pts                   |                          |
| 10.º                     | Juanma Gárate            | Lampre-Daikin                | 70 pts                   |                          |

### Clasificación de la montaña(Maglia Verde)
| Clasificación de la montaña | Clasificación de la montaña | Clasificación de la montaña | Clasificación de la montaña | Clasificación de la montaña |
| Ciclista                    | Ciclista                    | Equipo                      | Puntos                      |                             |
| --------------------------- | --------------------------- | --------------------------- | --------------------------- | --------------------------- |
| 1.º                         | Julio Alberto Pérez Cuapio  | Ceramica Panaria-Fiordo     | 69 pts                      |                             |
| 2.º                         | José Castelblanco           | Colombia-Selle Italia       | 33 pts                      |                             |
| 3.º                         | Pável Tonkov                | Lampre-Daikin               | 25 pts                      |                             |
| 4.º                         | Daniele De Paoli            | Alessio                     | 22 pts                      |                             |
| 5.º                         | Sergio Barbero              | Lampre-Daikin               | 20 pts                      |                             |
| 6.º                         | Dario Frigo                 | Tacconi Sport               | 20 pts                      |                             |
| 7.º                         | Pietro Caucchioli           | Alessio                     | 19 pts                      |                             |
| 8.º                         | Rúber Albeiro Marín         | Colombia-Selle Italia       | 18 pts                      |                             |
| 9.º                         | Paolo Savoldelli            | Index-Alexia Alluminio      | 18 pts                      |                             |
| 10.º                        | Cadel Evans                 | Mapei-Quick Step            | 15 pts                      |                             |

### Clasificación del Intergiro
| Posición | Ciclista         | Equipo        | Tiempo    |
| -------- | ---------------- | ------------- | --------- |
| 1        | Massimo Strazzer | Phonak        | 55h05'46" |
| 2        | Serhiy Honchar   | Fassa Bortolo | a 4'26"   |
| 3        | Aitor González   | Kelme         | a 4'41"   |
| 4        | Tyler Hamilton   | CSC-Tiscali   | a 4'46"   |
| 5        | Biagio Conte     | Saeco         | a 4'55"   |

### Clasificación por equipos(Trofeo Fast Team)
| Clasificación por equipos | Clasificación por equipos | Clasificación por equipos | Clasificación por equipos |
| Equipo                    | Equipo                    | Tiempo                    |                           |
| ------------------------- | ------------------------- | ------------------------- | ------------------------- |
| 1.º                       | Alessio                   | 267 h 57 min 29 s         |                           |
| 2.º                       | Lampre-Daikin             | + 30 min 10 s             |                           |
| 3.º                       | Rabobank                  | + 40 min 12 s             |                           |
| 4.º                       | CSC-Tiscali               | + 42 min 03 s             |                           |
| 5.º                       | Mapei-Quick Step          | + 45 min 55 s             |                           |
| 6.º                       | Tacconi Sport             | + 45 min 55 s             |                           |
| 7.º                       | Kelme-Costa Blanca        | + 58 min 00 s             |                           |
| 8.º                       | Gerolsteiner              | + 1 h 16 min 29 s         |                           |
| 9.º                       | Colombia-Selle Italia     | + 1 h 35 min 57 s         |                           |
| 10.º                      | Fassa Bortolo             | + 1 h 47 min 08 s         |                           |

### Clasificación por equipos(Trofeo Super Team)
| Posición | Equipo                 | Puntos |
| -------- | ---------------------- | ------ |
| 1        | Alessio                | 360    |
| 2        | Phonak Hearing Systems | 306    |
| 3        | Fassa Bortolo          | 284    |
| 4        | Mapei-Quick Step       | 313    |
| 5        | Lampre-Daikin          | 280    |

## Evolución de las clasificaciones
| Etapa                   |                         | Ganador _                  | Clasificación general | Puntos           | Montaña                    | Equipo _               |
| ----------------------- | ----------------------- | -------------------------- | --------------------- | ---------------- | -------------------------- | ---------------------- |
| Prólogo                 | contrarreloj individual | Juan Carlos Domínguez      | Juan Carlos Domínguez | no otorgado      | no otorgado                | no otorgado            |
| 1.ª etapa               | etapa llana             | Mario Cipollini            | Mario Cipollini       | Mario Cipollini  | no otorgado                | Phonak Hearing Systems |
| 2.ª etapa               | etapa de media montaña  | Stefano Garzelli           | Stefano Garzelli      | Mario Cipollini  | Francesco Casagrande       | Mapei-Quick Step       |
| 3.ª etapa               | etapa escarpada         | Mario Cipollini            | Stefano Garzelli      | Mario Cipollini  | Francesco Casagrande       | Mapei-Quick Step       |
| 4.ª etapa               | etapa escarpada         | Robbie McEwen              | Stefano Garzelli      | Mario Cipollini  | Francesco Casagrande       | Mapei-Quick Step       |
| 5.ª etapa               | etapa de montaña        | Stefano Garzelli           | Stefano Garzelli      | Mario Cipollini  | Stefano Garzelli           | Mapei-Quick Step       |
| 6.ª etapa               | etapa de media montaña  | Giovanni Lombardi          | Jens Heppner          | Mario Cipollini  | Stefano Garzelli           | Kelme-Costa Blanca     |
| 7.ª etapa               | etapa llana             | Rik Verbrugghe             | Jens Heppner          | Mario Cipollini  | Stefano Garzelli           | Kelme-Costa Blanca     |
| 8.ª etapa               | etapa de media montaña  | Aitor González             | Jens Heppner          | Massimo Strazzer | Stefano Garzelli           | Kelme-Costa Blanca     |
| 9.ª etapa               | etapa llana             | Mario Cipollini            | Jens Heppner          | Mario Cipollini  | Stefano Garzelli           | Kelme-Costa Blanca     |
| 10.ª etapa              | etapa escarpada         | Robbie McEwen              | Jens Heppner          | Massimo Strazzer | Ruggero Marzoli            | Kelme-Costa Blanca     |
| 11.ª etapa              | etapa de montaña        | Gilberto Simoni            | Jens Heppner          | Massimo Strazzer | Gilberto Simoni            | Kelme-Costa Blanca     |
| 12.ª etapa              | etapa de montaña        | Denis Lunghi               | Jens Heppner          | Massimo Strazzer | José Castelblanco          | Alessio                |
| 13.ª etapa              | etapa de montaña        | Julio Alberto Pérez Cuapio | Jens Heppner          | Massimo Strazzer | Francesco Casagrande       | Alessio                |
| 14.ª etapa              | contrarreloj individual | Tyler Hamilton             | Jens Heppner          | Massimo Strazzer | Francesco Casagrande       | Alessio                |
| 15.ª etapa              | etapa llana             | Mario Cipollini            | Jens Heppner          | Massimo Strazzer | José Castelblanco          | Alessio                |
| 16.ª etapa              | etapa de montaña        | Julio Alberto Pérez Cuapio | Cadel Evans           | Massimo Strazzer | Julio Alberto Pérez Cuapio | Alessio                |
| 17.ª etapa              | etapa de montaña        | Pável Tonkov               | Paolo Savoldelli      | Massimo Strazzer | Julio Alberto Pérez Cuapio | Alessio                |
| 18.ª etapa              | etapa escarpada         | Mario Cipollini            | Paolo Savoldelli      | Mario Cipollini  | Julio Alberto Pérez Cuapio | Alessio                |
| 19.ª etapa              | contrarreloj individual | Aitor González             | Paolo Savoldelli      | Mario Cipollini  | Julio Alberto Pérez Cuapio | Alessio                |
| 20.ª etapa              | etapa llana             | Mario Cipollini            | Paolo Savoldelli      | Mario Cipollini  | Julio Alberto Pérez Cuapio | Alessio                |
| Clasificaciones finales | Clasificaciones finales |                            | Paolo Savoldelli      | Mario Cipollini  | Julio Alberto Pérez Cuapio | Alessio                |